# Hypnosia
Hypnosia war eine schwedische Death- und Thrash-Metal-Band, die im Jahr 1995 gegründet wurde und sich 2000 wieder trennte.

## Geschichte
Die Band wurde im Jahr 1995 von Sänger und Gitarrist Mikael „Cab“ Castervall und Schlagzeuger Michael „Mike“ Sjöstrand gegründet. Im Folgejahr wurde mit Bassist Klas Gunnarsson und Gitarrist Carl-Petter „Calle“ Berg die Besetzung vervollständigt. Mit Crushed Existence aus dem Jahr 1996 und The Storms aus dem Jahr 1997, veröffentlichte die Band ihre ersten beiden Demos. Die EP Violent Intensity wurde bei dem kleinen schwedischen Independentlabel Iron Fist Records im Jahr 1999 veröffentlicht. Nach der Veröffentlichung der EP stieß Hampus Klang zur Band. Dieser übernahm anfangs noch den Bass, wechselte dann jedoch noch im selben Jahr zur E-Gitarre. Im selben Jahr wurde außerdem Hammerheart Records auf die Band aufmerksam und nahm diese unter Vertrag.
Die Band entwickelte neue Lieder und nahm diese in den Euphony Studios auf. Das Album Extreme Hatred wurde im Jahr 2000 veröffentlicht. Nach etwa zweieinhalb Jahren des Suchens fand man zudem im selben Jahr mit Lenny Blade einen geeigneten Bassisten. Im Jahr 2002 trennte sich die Band zu den Arbeiten des zweiten Albums, das den Namen World Sacrifice tragen sollte, jedoch nie erschien.
Im Mai 2012 veröffentlichte die Band die Compilation "Horror Infernal", welche die beiden 1996 und 1997 erschienenen Demos sowie das 2000 veröffentlichte erste Album. Zudem sind noch zwei Cover-Versionen und eine Live-Aufnahme darauf enthalten.

## Stil
Auf der Myspace-Fanseite wird die Musik als eine Mischung aus klassischem Thrash- und Death Metal beschrieben, der den 1980er- und frühen 1990er-Jahren entspringt. Als Einflüsse werden Bands wie Slayer, Dark Angel, Kreator, Sadus, Death, Sodom und Sepultura genannt. Die häufigen Tempowechsel sind außerdem charakteristisch für die Band.

## Diskografie
- Crushed Existence (Demo, 1996, Eigenveröffentlichung)
- The Storms (Demo, 1997, Eigenveröffentlichung)
- Violent Intensity (EP, 1999, Iron Fist Records)
- Extreme Hatred (Album, 2000, Hammerheart Records)